# 梅赫凯雷克
梅赫凯雷克，是匈牙利贝凯什州所辖的一个村。总面积25.85平方公里，总人口2089，人口密度80.8人/平方公里（2011年1月1日）。2015年時，人口數為2085人。